# Escuela Militar de Praia Vermelha
La Escuela Militar de Praia Vermelha fue un centro de formación militar de oficiales del Ejército Brasileño que funcionó entre 1858 y 1904 en Río de Janeiro. Es una de las antecesoras de la Academia Militar de las Agujas Negras (AMAN).
Fue creada por el príncipe regente Juan VI en 1810 como la Real Academia Militar de Río de Janeiro. Luego de la proclamación de la independencia del Brasil en 1822, la academia pasó a ser llamada como "Imperial Academia Militar". En 1832 el nombre volvió a cambiarse a "Academia Militar de la Corte", en 1840, a "Escuela Militar" y a partir de 1858 como "Escuela Central" mudándose al Fuerte de Praia Vermelha. 
La escuela fue cerrada en 1904 debido a que sus alumnos se adhirieron a la revuelta de la vacuna. Los alumnos fueron enviados en castigo a regiones de frontera y expulsados del ejército  mientras que el edificio pasó a ser cuartel de un regimiento de infantería. Desde entonces, los oficiales pasaron de infantería y caballería pasaron a ser formados en la Escuela de Guerra de Porto Alegre. En 1913 se creó la Escuela Militar de Realengo con la finalidad de unificar las escuelas de guerra.
En el lugar donde se ubicaba la antigua Escuela, en Praia Vermelha, se sitúan hoy dos importantes escuelas del ejército: la de Comando y Estado Mayor y el Instituto Militar de Ingeniería.